# Britten-Norman Defender
Britten-Norman Defender — лёгкий самолёт производства британской авиастроительной компании Britten-Norman. Является модификацией Britten-Norman Islander, специально разработанной для военных нужд.

## Разработка
Первый полёт был совершён в мае 1970, Defender был основан на гражданском самолёте Islander, однако имел несколько большие размеры для того, чтобы нести дополнительные топливные баки, специальное оборудование и вооружение.
Модификации BN2B (с поршневыми двигателями) и BN2T (с турбовинтовыми двигателями) используются военными, береговой охраной, а также полицейскими подразделениями многих стран.
В 2003 британская армия приобрела 4 Defender 4S AL Mk1.

## Модификации
- Defender :
- Maritime Defender :

## Тактико-технические характеристики
На основе модификации BN2T-4S Defender 4000 Multi-Sensor Surveillance Aircraft
- Длина: 12,2 м
- Размах крыла: 16,5 м.
- Высота: 4,3 м.
- Масса пустого: 2 267 кг
- Максимальная взлётная масса: 3 855 кг
- Двигатели: 2× Allison 250-B17F
- Близкие самолёты: Islander, Trislander